# Mamadou Sow
Pour les articles homonymes, voir Sow.
Mamadou Sow, né en 1956, est un militaire sénégalais. Il est le chef d’État-major général des Armées depuis le 29 octobre 2012. Il est général de division depuis 1er juillet 2012. Il est le premier CEMGA à être issu de l’École nationale des officiers d’active (ENOA).

## Formation
Le Général Mamadou Sow est titulaire d'un Baccalauréat – DUEL 1 Histoire. Entré en service en 1977 à l'École nationale des sous-Officiers d’Active, il a ensuite été admis à l'École nationale des Officiers d’Active (ENOA) à Thiès, créée le 8 juillet 1981, dont il ressort major de la première promotion. À ce moment, l'école est dirigé par le premier « Kélétigui » (commandant d’école) Mouhamadou Lamine Keita et Babacar Gaye était le Directeur de promotion.
Sorti Lieutenant, il suit le Cours de perfectionnement des officiers subalternes à l'École d'application de l'arme blindée cavalerie de Saumur.
Il est ensuite stagiaire au Cours des Capitaines ABC aux États-Unis et breveté  au cours d’État-major Terre à l’EAI de Thiès.
Il est breveté de l'École supérieure de Guerre Terre au Nigéria.

## Carrière

### Armée Sénégalaise

#### Officier subalterne
Du 27/08/1983 au 01/09/1985, il est Chef de section de la 8e CFV du 5e Bataillon d’Infanterie
Du 01/09/1985 au 01/07/1988, il est Chef de peloton au Bataillon des blindés dirigé par Babacar Gaye de 1984 à 1986
Du 01/07/1988 au 01/02/1990, il est Chef de section à l’ENOA
Du 01/02/1990 au 01/08/1992, il est Commandant d’unité de la 2e CRA du 24e BRA (Bataillon de reconnaissance et d'appui)
Du 01/08/1992 au 16/09/1993, il est Commandant d’unité de la 2e CRA du 25e BRA (Bataillon de reconnaissance et d'appui) de Bignona (30 km au Nord de Ziguinchor)
Du 15/10/1994 au 01/08/1995, il est Chargé de l’Expédition des Affaires courantes du 25e BRA

#### Officier supérieur
Du 01/08/1995 au 16/09/1996, il est Commandant d’unité de l’ECS du Bataillon des blindés
Du 16/09/1996 au 16/09/1997, il est Chef du BOI du Bataillon des blindés
Du 16/09/1997 au 16/08/2000, il est Chef de Corps du 25e BRA
Du 16/08/2000 au 01/07/2002, Chef de la Division Personnels de l'État-Major général des Armées sous le commandement du Chef d'état-major général des armées Babacar Gaye
En 31 décembre 2002, il est le 1er inscrit au tableau d’avancement pour l’année 2003 pour le grade de lieutenant-colonel dans la même promotion que  Cheikh Bara Cissokho et  Papa Farba Sarr.
Du 01/09/2003 au 01/05/2004, il est Inspecteur technique MFA pour emploi auprès du Chef d'état-major de l'armée de terre (Sénégal) Bakary Seck
Du 01/06/2004 au 01/07/2005, il est Inspecteur « Terre » de l’Inspection général des forces armées (Sénégal) sous le commandement de Antou Pierre Ndiaye
Du 01/07/2005 au 16/03/2006, il est Adjoint Opérations du Commandant de la Zone militaire 7 (Sénégal) sous le commandement du colonel Alioune Ndoye de 2005 à 2007
Du 16/03/2006 au 16/07/2008, il est Commandant de la Zone Militaire no 5 (Ziguinchor)
Le 29 octobre 2012, il est nommé Chef d'état-major général des armées par le président Macky Sall, il est le douzième CEMGA, Il remplace à ce poste le Général Abdoulaye Fall admis en deuxième section..

## Nations Unies
Du 16/09/1993 au 15/10/1994, il est observateur dans la Mission d’Observation des Nations unies en Ouganda
Du 01/07/2002 au 01/09/2003, il est observateur dans la Mission d'observation des Nations unies entre l’Irak et le Koweït
Il a été commandant du secteur no 2 au Congo au sein de la Mission de l’ONU pour la stabilisation en République démocratique du Congo (MONUSCO).
Il était chef de l'État-major de la Force hybride des Nations unies et de l'Union africaine au Darfour, connue sous le sigle MINUAD
Il a été pressenti pour le poste de commandant adjoint de la force de la Mission des Nations unies pour la stabilisation du Congo (MONUSCO).

## Autres expériences
Participation au séminaire « Netherlands Defense Orientations Courses » aux Pays-Bas
Participation à la formation du 1er Bataillon Sénégalais de la Force africaine de Réaction aux Crises (ACRI)

## Décorations et distinctions
Mamadou Sow est titulaire des décorations suivantes :

### Décorations sénégalaises
- Sénégalaise: - Croix de la Valeur Militaire

### Médailles commémoratives / OMP
- Médailles ONU (Ouganda - MONUIK)